# 扒猪脸
扒猪脸是中国北方地区的一道特色菜，也是中国第一道专利菜。

## 历史
1996年，北京朝阳区的金三元酒家的沈青、沈小峰（黑龙江省牡丹江市人）走遍扬州、上海、河南等地，改进了这道名菜，减少了脂肪，提升了蛋白质含量，为此申请了专利，并在2000年获批。这也是中国第一道专利菜。1996年10月，这道菜被评定为“北京市科技成果”。金三元酒店的扒猪脸甚至获得了时任中共中央总书记江泽民的赞扬。

## 特点
扒猪脸制作过程复杂，需选料、清洗、喷烤、洗泡、酱制等十几道工序，耗时十多小时。上这道菜时需要先上黄瓜条、大葱丝、甜面酱等配菜，再上面饼皮，最后才上扒猪脸。猪脸金红油亮、味道浓厚、甜中带咸，口感软糯鲜咸。

## 食用方法
扒猪脸有三种食用方法。可以原汁原味吃，可以卷煎饼吃，还可以蘸着酱汁吃。